# Parapurcellia amatola
Parapurcellia amatola - gatunek kosarza z podrzędu Cyphophthalmi i rodziny Pettalidae.

## Występowanie
Gatunek endemiczny dla Republiki Południowej Afryki. Znany jest z gór Amatola w okolicach Hogsback w prowincji Przylądkowej Wschodniej.